# إلين براي
إلين براي (22 مارس 1940 - 10 يناير 1998) (بالإنجليزية: Elaine Bray)‏ هي لاعبة كريكت أسترالية. شاركت مع منتخب أستراليا الوطني للكريكت. أما مع النوادي، فقد لعبت مع Victoria women's cricket team ‏.

## وصلات خارجية
- إلين براي على موقع إي آس بي آن كريك إنفو (الإنجليزية)